# Оконечникова
Оконе́чникова (рос. Оконечникова) — присілок у складі Катайського району Курганської області, Росія. Входить до складу Ушаковської сільської ради.
Населення — 88 осіб (2010, 108 у 2002).
Національний склад станом на 2002 рік: росіяни — 92 %.